# Пшилль, Александр
 Алекса́ндр Пшилль  (нем. Alexander Pschill; род. 13 июня 1970, Вена) — немецкий и австрийский актёр театра и кино.

## Биография
Был старшим ребёнком в семье. Учился в США в Консерватории Seattle/Washington. Вернувшись в Австрию, сыграл главную роль в своём первом фильме 1945.
Дебют оказался более чем успешен, и многие известные режиссёры обратили внимание на молодого актёра. За свою карьеру Александр Пшилль сыграл многие ключевые роли в фильмах и сериалах. В России и во всём мире известен благодаря роли комиссара полиции Марка Хоффмана в сериале Комиссар Рекс. За эту роль Александр Пшилль был удостоен премии Romy в 2001 году как лучший актёр года.
Помимо съёмок в кино актёр участвует во многих театральных постановках и признаётся во всех своих интервью, что театр ему ближе.
В июле 2015 года женился, в сентябре у пары родилась дочь.

## Фильмография
- 2002—2004 — Комиссар Рекс (телесериал) — Марк Хоффман
- 1999 — Две женщины, один мужчина и ребёнок (Zwei Frauen, ein Mann und ein Baby) — Саша
- 1998 — Джулия — необычная женщина — Мистер Альтманн
- 1997 — Хищная девчонка — Дани
- 1996 — Сын делателя детей — Пол
- 1996 — Счастье по частям — Бенджамин Глюк
- 1995 — Комиссар Рекс (телесериал) — Зайдель (эпизод)
- 1994 — Среди ясного неба
- 1994 — 1945
- 1990 — Искушение

## Озвучивание фильмов
- 2016—2018 – Лео и Тиг – Тиг